# ماغنوس بيرسون
ماغنوس بيرسون (بالسويدية: Magnus Persson) مواليد 17 ديسمبر 1990 في السويد، هو لاعب كرة يد سويدي يلعب كظهير أيمن. يلعب حاليا مع نادي غومرسباخ لكرة اليد ويحمل الرقم 10. مثل منتخب السويد لكرة اليد.

## سجل المنافسة
شارك في البطولات التالية:
- بطولة العالم لكرة اليد للرجال 2015
- بطولة أوروبا لكرة اليد للرجال 2014

## روابط خارجية
- ماغنوس بيرسون على موقع الاتحاد الأوروبي لكرة اليد (الإنجليزية)